# Fittja (metropolitana di Stoccolma)
Fittja è una stazione della metropolitana di Stoccolma.
È situata nel comune di Botkyrka, zona periferica esterna al comune di Stoccolma, ma facente comunque parte della più vasta Contea di Stoccolma. La stazione si trova sul tracciato della linea rossa T13 della rete metroviaria locale, tra le fermate Masmo e Alby.
La sua apertura si ebbe in data 1º ottobre 1972, grazie al prolungamento della tratta che in precedenza aveva fine presso Vårberg. Fittja è stata capolinea della linea rossa fino al 12 gennaio 1975, giorno in cui divenne operativo l'ampliamento fino all'attuale terminale di Norsborg.
Il tratto compreso fra la stazione di Fittja e quella successiva di Alby è interamente coperto da un tunnel sotterraneo. La stazione dispone di un'unica entrata, ubicata all'angolo fra le vie Fittjavägen e Värdshusvägen. La sua progettazione fu affidata all'architetto Peter Celsing, mentre all'interno sono presenti opere degli artisti Carl Fredrik Reuterswärd ed Eva Rosengren.
L'utilizzo medio quotidiano durante un normale giorno feriale è pari a 5.600 persone circa.

## Tempi di percorrenza
| Linea | Capolinea | Tempo  | Stazione                                                  | Tempo                              |
| T13   | Ropsten   | 39 min | Liljeholmen Slussen Gamla stan T-Centralen Östermalmstorg | 25 min 27 min 29 min 31 min 33 min |
| T13   | Norsborg  | 5 min  | Liljeholmen Slussen Gamla stan T-Centralen Östermalmstorg | 25 min 27 min 29 min 31 min 33 min |